# 热马铃薯路由选择
热马铃薯路由选择（Hot-potato routing）是在当前AS接收到一个数据包后，使其停留在该AS中的时间尽可能短。在“热马铃薯路由”这个名字中，数据包被类比成了你手中的一个滚烫的马铃薯，因为它很烫，所以你想要尽可能快地把它传递给另一个人（另一个AS）。
因此热马铃薯路由是一个“自私”的路由算法，它尝试减少当前AS的开销，而忽略了网络中其他组成成分的开销。